# Classe Bellerophon
La classe Bellerophon fu un gruppo di tre corazzate dreadnought costruite dalla Royal Navy nel primo decennio del Novecento. Le navi gemelle passarono la maggior parte delle carriere nella Home e Grand Fleet. Oltre a partecipare alla battaglia dello Jutland nel maggio 1916 e all'inconclusiva azione del 19 agosto, il loro servizio nella prima guerra mondiale consistette generalmente in pattugliamenti di routine e addestramento nel Mare del Nord. 
Verso la fine del 1918, la Temeraire e la Superb furono trasferite alla Mediterranean Fleet e supportarono le truppe alleate nel Mediterraneo e nel Mar Nero dopo la fine della guerra in novembre. Le Bellerophon furono dichiarate obsolete e messe in riserva nel 1919 e furono usate come navi scuola. La Superb fu usata per esperimenti con l'artiglieria nel 1920 e diventò una nave bersaglio nel 1922, prima di essere demolita l'anno seguente. La Bellerophon e la Temeraire furono vendute per la demolizione alla fine del 1921. 

## Progetto e descrizione
La bozza del piano di costruzione del 1905 dell'Ammiragliato prevedeva quattro corazzate nel programma navale 1906-1907, ma il nuovo governo liberale eliminò una di queste nel 1906. Il progetto della classe Bellerophon fu derivato da quello della rivoluzionaria HMS Dreadnought, con un piccolo aumento di taglia, corazzatura e un armamento secondario più potente. Le Bellerophon avevano una lunghezza fuori tutto di 160,3 m, un baglio massimo di 25,1 m e un'immersione di 8,2 m. Dislocavano 18 894 t con carico normale e 22 718 t a pieno carico. Al completamento l'equipaggio consisteva in 680 circa tra ufficiali e marinai e 840 circa nel 1914.
Le Bellerophon erano propulse da due set di turbine a vapore Parsons, ognuno alloggiato in una sala macchine separata. Gli alberi esterni erano collegati alle turbine ad alta pressione che scaricavano in quelle a bassa pressione, collegate ai due alberi interni. Su ogni albero era presente una turbina di crociera. Le turbine utilizzavano il vapore di 18 caldaie a tubi d'acqua a carbone che lavoravano alla pressione di 1 620 kPa. Erano state progettate per sviluppare 17 000 kW e dare una velocità di 21 nodi alle navi. Migliorie sullo scafo portarono le più grosse Bellerophon ad avere la stessa velocità della Dreadnought a parità di potenza. Durante le prove in mare le navi superarono la velocità e potenza di progetto. Per risparmiare peso trasportavano meno carbone della Dreadnought: 2 690 t di carbone e 853 t di olio combustibile da spruzzare sul carbone per aumentarne l'infiammabilià. Questo dava alle navi un'autonomia di 5 720 miglia nautiche alla velocità di crociera di 10 nodi. 

### Armamento e corazzatura
La classe Bellerophon, per velocizzare il progetto, era equipaggiata con dieci cannoni Mk X da 305 mm in cinque torrette binate, tre sull'asse di simmetria e le altre due sui fianchi come sulla Dreanought. Le torrette sull'asse erano designate 'A', 'X' e 'Y', da prua a poppa, e le torrette di sinistra e dritta erano rispettivamente la 'P' e la 'Q'. I cannoni all'inizio potevano essere abbassati a −5° ed elevati a +13.5°, ma durante la prima guerra mondiale le torrette furono modificate per garantire un alzo di 16°. Sparavano proietti da 390 kg ad una velocità di uscita di 837 m/s. Questo portò ad una gittata massima a +13.5° di 15 100 m con proiettili perforanti 2 crh.  Usando i proiettili 4 crh, più aerodinamici ma leggermente più pesanti, allo stesso alzo, la gittata fu estesa a 17 240 m. L velocità di tiro per questi cannoni era di circa due bordate al minuto e le navi trasportavano 80 proiettili per cannone. 
I 28 cannoni da 76 mm con cui la Dreadnought era stata equipaggiata contro le torpediniere erano stati ritenuti insufficienti e quindi l'armamento secondario consisteva per le Bellerophon in 16 cannoni 102/50 Mk VII. Questi cannoni erano installati a coppie sul tetto delle torrette centrali di prua e poppa e sulle due laterali su affusti non schermati. I rimanenti otto erano posizionati sulla sovrastruttura. I cannoni avevano un alzo massimo di +15° che gli dava una gittata di 10 424 m. Sparavano proiettili da 4,1 kg a 860 m/s. Erano a bordo 200 proiettili per cannone. Le navi avevano anche tre tubi lanciasiluri da 450 mm, uno su ogni fiancata più uno a poppa, e quattro cannoni a salve da 47 mm.
La classe Bellerophon aveva una cintura corazzata la galleggiamento di corazza cementata Krupp da 254 mm tra le barbette di prua e poppa che si riduceva a 152 mm a prua e 127 mm a poppa fino alle estremità. Sopra la cintura c'era un corso di fasciame corazzato da 203 mm. Una paratia obliqua da 203 mm collegava la cintura corazzata alle barbette posteriori. Non c'era un equivalente prodiero.
Le tre barbette centrali erano protette da una corazzatura di 229 mm sul ponte principale che si assottigliava fino a 127 mm sotto di esso, eccetto per la barbetta di poppa che era spessa 229 mm per tutta l'altezza. Le barbette laterali erano simili, solo che avevano una corazza di 254 mm sul ponte. Le torrette avevano le superfici laterali di 279 mm e coperture da 76 mm. I tre ponti corazzati variavano in spessore tra 19 e 102 mm. I lati della torre di comando erano protetti da lastre da 279 mm, anche se il retro e la copertura erano rispettivamente da 203 e 76 mm. le navi furono le prime britanniche ad avere paratie anti-siluro, spesse da 19 a 76 mm, che ricoprivano lo scafo tra i magazzini di prua e poppa.

#### Modifiche
I cannoni sulla copertura della torretta prodiera furono trasferiti alla sovrastruttura tra il 1913 e il 1914. Durante il primo anno di guerra anche i cannoni sulle torrette laterali furono spostati, sulla sovrastruttura poppiera. Attorno al 1915 i cannoni sulla torette poppiera e un paio sulla sovrastruttura furono rimossi. Nello stesso periodo furono aggiunti un paio di cannoni da 76 mm contraerei. Dopo la battaglia dello Jutland furono aggiunte circa 23 t di corazzatura sul ponte. Per l'aprile 1917 le navi montavano cannoni singoli da 102 mm e 76 mm contraerei e il tubo lanciasiluri di poppa fu rimosso. Un ulteriore cannone da 102 mm fu rimosso dalla Superb nel 1917–1918. Nel 1918 fu montato un telemetro per gli alzi elevati sulla coffa d'avvistamento e furono montate catapulte sulle coperture delle torrette di prua e poppa della Bellerophon. Dopo la guerra, la Temeraire ebbe 4 cannoni da 102 mm rimossi per ospitare i cadetti e tutti i cannoni contraerei furono rimossi da questa e dalla Superb.

## Navi
| Nave            | Costruttore                  | Impostazione    | Varo            | Entrata in servizio | Costo secondo Burt | Costo secondo Parkes |
| --------------- | ---------------------------- | --------------- | --------------- | ------------------- | ------------------ | -------------------- |
| HMS Bellerophon | HM Dockyard, Portsmouth      | 6 dicembre 1906 | 27 luglio 1907  | 20 febbraio 1909    | £1 763 491         | £1 765 342           |
| HMS Superb      | Armstrong Whitworth, Elswick | 6 febbraio 1907 | 7 novembre 1907 | 9 giugno 1909       | £1 676 529         | £1 641 114           |
| HMS Temeraire   | HM Dockyard, Devonport       | 1 gennaio 1907  | 24 agosto 1907  | 15 maggio 1909      | £1 744 287         | £1 751 144           |